# 新疆理工职业大学
新疆理工职业大学是位于新疆维吾尔自治区图木舒克市草湖镇（第三师四十一团）的一所公办全日制本科职业大学，于2025年6月经中华人民共和国教育部批准成立，隶属于新疆生产建设兵团教育局。

## 历史沿革
2025年6月，新疆理工职业大学成立。